# Guram Dotschanaschwili

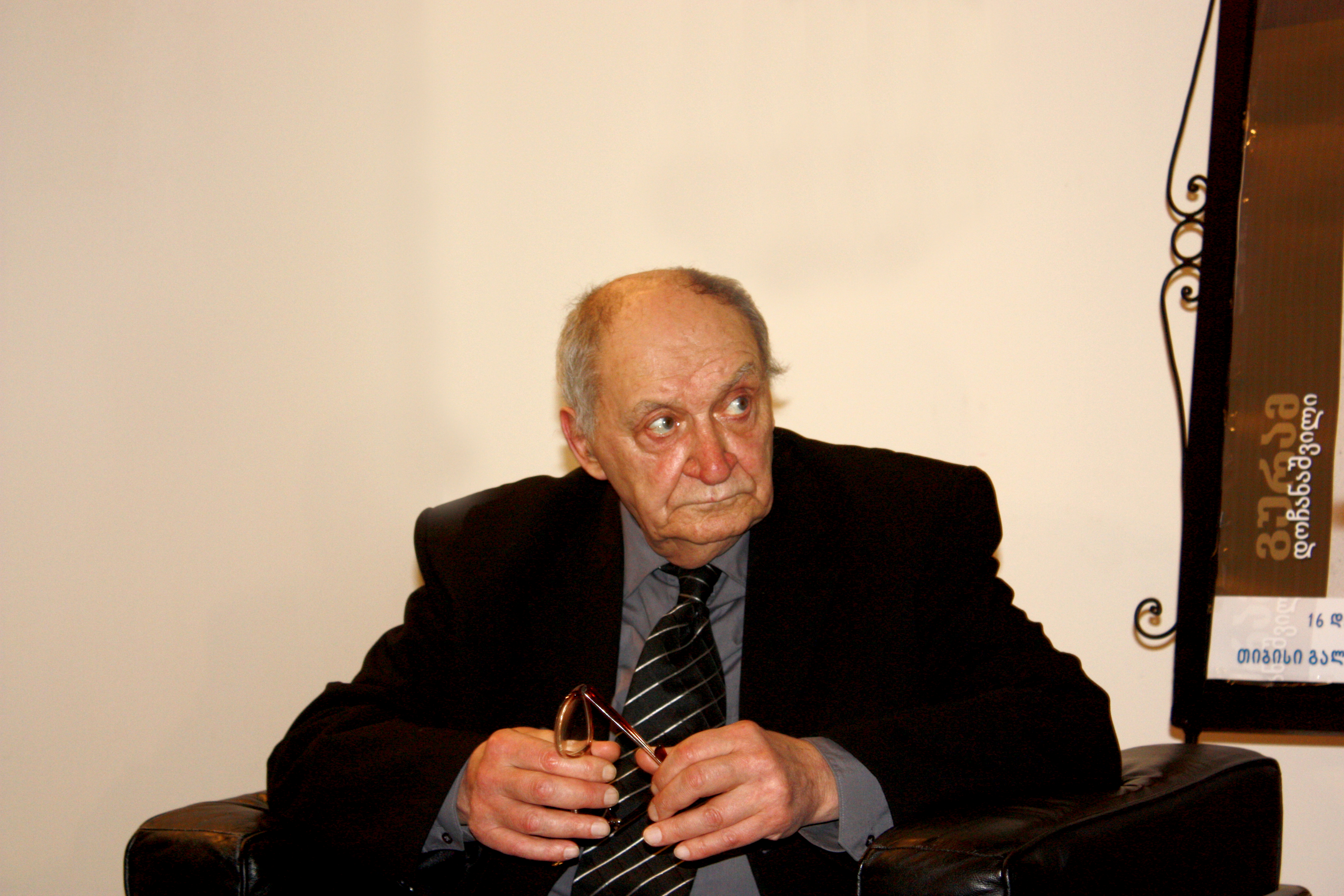
Guram Dotschanaschwili, 2010

Guram Dotschanaschwili (georgisch გურამ დოჩანაშვილი; * 26. März 1939 in Tiflis, Georgische SSR, UdSSR; † 3. April 2021) war ein georgischer Schriftsteller.

## Leben
Er wurde als Sohn einer Arztfamilie geboren. 1962 erreichte er einen Abschluss an der historischen Fakultät der Staatlichen Universität Tiflis. Es schloss sich von 1962 bis 1975 eine Arbeit als wissenschaftlicher Mitarbeiter am Institut für Geschichte, Archäologie und Ethnographie an. Danach war er in der Zeitung Mnatobi als Leiter der Prosaabteilung beschäftigt.

## Werke
- mtis gadrma (Jenseits des Berges), Erzählungsband, 1966
- nabisi (Der Schritt), Erzählungsband, 1969
- mxiaruli borcvi (Der lustige Hügel), Erzählungsband, 1971
- sakme (Eine Sache), Erzählungsband, 1974
- samoseli Pirveli (Das erste Gewand), Roman, I. Teil 1975, II. Teil 1978, III. Teil und vier Erzählungen 1980
  - dt.: Das erste Gewand, übersetzt von Susanne Kihm und Nikolos Lomtadse. Hanser, München 2018, ISBN 978-3-446-26013-9.
- motxrobebi (Erzählungen), Erzählungsband, 1976

Manche seiner Werke wurden ins Deutsche, Polnische und Ungarische sowie einige in der Sowjetunion gesprochene Sprachen übersetzt.